# 짐 플랫
제임스 아치벌드 플랫(영어: James Archibald Platt, 1952년 1월 26일, 앤트림 주 밸리머니 ~)은 북아일랜드의 전 축구 골키퍼이다.

## 선수 경력
현역 시절, 플랫은 북아일랜드 국가대표팀 경기에 23경기 출전했는데, 당시 팻 제닝스의 존재로 인해 많은 경기를 출전하지 못했다. 플랫은 현역 시절 대부분을 미들즈브러에서 보냈고, 하틀풀 유나이티드, 카디프 시티, 밸리미나 유나이티드에서도 활약했다. 그는 북아일랜드 청소년 국가대표팀 시절 케니 매킬럽에게 문전 밖에서 해트트릭을 헌납한 적이 있다.
플랫은 마지막 브리티시 홈 챔피언십을 우승한 북아일랜드 선수단의 일원이기도 했다.

## 감독 및 지도자 경력
감독으로서, 플랫은 1984-85 시즌에 1년 동안 밸리미너 유나이티드를 지도했고, 이후 콜레인에서 더 오래 지도자로 활동했는데 1985년부터 1991년까지 6년을 지휘했다. 1991년, 그는 밸리클레어에서 1991-92 시즌 1년 동안 잠깐 지도했다.
1992-93 시즌, 플랫은 스웨덴 2부 리그의 아쉬리스카를 지도했다. 그는 2년 동안 달링턴을 지도했는데, 처음에는 데이비드 호지슨과 공동으로 지도했고, 1995-96 시즌에는 정식적으로 단독 감독을 맡은 뒤 게이츠헤드 감독으로 취임했다.
전 미들즈브러 총감독이자 축구 사무장을 맡았던 그는 미들즈브러/스톡턴 지역의 초등학생들을 상대로 사설 축구 교실을 진행했다.
2009년 5월, 플랫은 달링턴의 골키퍼 코치를 맡았다. 그러나, 3개월 후, 플랫은 콜린 토드가 해임되면서 같이 나갔다.

## 사생활
플랫의 조카 앤젤라 플랫은 아일랜드 여자 필드 하키 국가대표팀과 북아일랜드 여자 축구 국가대표팀의 골키퍼를 겸직했다. 그의 또다른 조카이자 앤젤라와 남매지간인 데이비드 플랫도 전직 축구 선수로, 리머베이디 유나이티드, 핀 하프스, 그리고 데리 시티에서 골키퍼를 맡았다. 그는 이후 콜레인과 리머베이디 유나이티드를 지도했다.
2019년, 그는 카더 구의 미들즈브러 시의원으로 당선되어, 미들즈브러 독립 의원 협회를 대표했다. 그는 2023년에 재선에 성공했다.

## 수상
미들즈브러
- 2부 리그: 1973–74

달링턴
- 3부 리그 플레이오프전 준우승: 1995–96